# Omaterra
Situé dans la région québécoise de l'Estrie, Omaterra est un spectacle à grand déploiement présenté par la Corporation Sherbrooke, Cité des rivières entre le 14 juillet et le 28 août 2010. Le spectacle était en principe renouvelable pour une durée de 4 à 5 ans. Il n'est cependant pas allé au-delà de sa deuxième année, faute de spectateurs
Omaterra a d’abord été lancé afin de mettre en valeur les zones riveraines de la gorge de la rivière Magog par un produit d’appel touristique.